# Bernhard Tollens
Bernhard Christian Gottfried Tollens ( 30 de julio de 1841, Hamburgo - 31 de enero de 1918, Gotinga) fue un químico alemán.
Tollens cursó estudios en Hamburgo, en la Escuela Superior Johanneum donde recibió una fuerte influencia de su maestro de ciencias, Karl Möbius. Se graduó en 1857 y prosiguió sus estudios en farmacología. Terminó estos estudios en 1862 y comenzó a estudiar química en Gotinga, en el laboratorio de Friedrich Wöhler luego supervisado por Friedrich Konrad Beilstein y Rudolph Fittig. En 1864, Tollens terminó su tesis y recibió su título de Doctor sin una defensa de la misma, debido a la intercesión de Wöhler, para que su discípulo pudiera aceptar un atractivo empleo en una fábrica de bronce. De todas maneras, Tollens renunció a este trabajo seis meses después y se sumó al grupo de Emil Erlenmeyer en la Universidad de Heidelberg por seis meses. Luego trabajó con Charles-Adolphe Wurtz en París y, por 11 meses, fue jefe de laboratorio en la Universidad de Coímbra.
Ante una solicitud de su antiguo profesor Wöhler, Tollens regresó a Gotinga en 1872 y allí ocupó varios puestos hasta su muerte en 1918. Fue en su última etapa en Gotinga cuando comenzó a trabajar en carbohidratos, describiendo la estructura de varios azúcares, desarrollando el reactivo de Tollens y la mayor parte de sus publicaciones.

## Algunas publicaciones
- Paul Ehrenberg, Bernhard Baule (eds.) Einfache Versuche für den Unterricht in der Chemie. Für agrikultur-chemische Laboratorien zusammengestellt. Berlín 1878, 2ª ed. 1894, 3ª ed. 1905, 4ª ed. u. verm. Aufl., ebd. 1920, 5ª ed. 1927
- Kurzes Handbuch der Kohlenhydrate. Breslau 1888; 2ª ed. 1895, 3ª ed. Leipzig 1914, 4ª. de Horst Elsner, 1935